# The Ambush Murders
The Ambush Murders è un film per la televisione del 1982 diretto da Steven Hilliard Stern.
È un film drammatico statunitense con James Brolin, Dorian Harewood e Alfre Woodard. È basato su un romanzo di Ben Bradlee Jr. e incentrato sulle vicende di un attivista afroamericano accusato ingiustamente dell'omicidio di due poliziotti bianchi.

## Produzione
Il film, diretto da Steven Hilliard Stern su una sceneggiatura di Tony Kayden con il soggetto di Ben Bradlee Jr. (autore del romanzo), fu prodotto da David Goldsmith per la Charles Fries Productions e la David Goldsmith Productions.

## Distribuzione
Il film fu trasmesso negli Stati Uniti il 5 gennaio 1982  sulla rete televisiva CBS. È stato poi distribuito negli Stati Uniti in VHS dalla USA Home Video. È stato distribuito anche in Germania Ovest con il titolo Ambush Mörder.